# Rollschnelllauf
Rollschnelllauf war eine in der Schweiz bis in die 1980er Jahre populäre Rollsportart, die als Vorläufer des modernen Inline-Speedskatings gilt. Sie wurde auf klassischen Rollschuhen mit zwei nebeneinanderliegenden Rollen ausgeübt und war insbesondere in den 1950er bis 1970er Jahren weit verbreitet.

## Geschichte
Die Ursprünge des Rollschnelllaufs in der Schweiz lassen sich bis in die 1910er Jahre zurückverfolgen, als erste Wettkämpfe auf Rollschuhen organisiert wurden. Die Sportart erfreute sich besonders in den 1950er und 1960er Jahren grosser Beliebtheit und war ein fester Bestandteil des internationalen Rollsportkalenders.
In den 1970er Jahren begann jedoch der Aufstieg des Inline-Speedskatings, das auf Rollschuhen mit hintereinander angeordneten Rollen ausgeübt wird. Diese neue Technik ermöglichte höhere Geschwindigkeiten, unter anderem durch grössere Rollen, wodurch das Inline-Speedskating das Rollschnelllaufen zunehmend verdrängte.
Trotz des Rückgangs der Popularität des Rollschnelllaufs blieb der Schnelllauf erhalten – neu als Inline-Speedskating – und damit blieben auch alle Verbände im internationalen Rollsportverband, der 1924 in Montreux gegründet wurde und heute als World Skate bekannt ist, bestehen.
Heute existiert der Rollschnelllauf in der Schweiz nicht mehr als eigenständige Sportart. Einige Enthusiasten betreiben die Disziplin noch als Freizeitbeschäftigung oder aus nostalgischen Gründen. Die meisten ehemaligen Rollschnellläufer sind jedoch zum modernen Inline-Speedskating übergegangen.